# Охаба-Форгач
Охаба-Форгач (рум. Ohaba-Forgaci) — село у повіті Тіміш в Румунії. Входить до складу комуни Болдур.
Село розташоване на відстані 370 км на північний захід від Бухареста, 39 км на схід від Тімішоари.

## Населення
За даними перепису населення 2002 року у селі проживали 799 осіб, з них 791 особа (99,0%) румунів. Рідною мовою 795 осіб (99,5%) назвали румунську.